# Buchnera filicaulis
Buchnera filicaulis là loài thực vật có hoa thuộc họ Cỏ chổi. Loài này được O.Schwarz mô tả khoa học đầu tiên năm 1927.